# Centrale idroelettrica di Bognanco-Dagliano
La centrale idroelettrica di Bognanco Dagliano è situata a Pianezza, nel comune di Bognanco, nella provincia del Verbano-Cusio-Ossola.

## Caratteristiche
Si tratta di una centrale ad acqua fluente, equipaggiata con due gruppi turbina/alternatore, con turbine Francis ad asse orizzontale. Sfrutta le acque del torrente Dagliano.